# 皆川博子
皆川 博子（みながわ ひろこ、1929年12月8日あるいは1930年1月2日 -）は、日本の小説家。様々なジャンルにわたる創作活動を行うが、中井英夫や赤江瀑などの作家への敬愛から生まれた幻想文学、または幻想的なミステリにおいて知られる。

## 来歴
朝鮮京城に生まれるが、京城帝国大学医学部助教授だった父親が東京渋谷に医院を開業したのを機に、生後3か月で東京に移る。東京女子大学外国語科英文学専攻に入学するが、1949年（昭和24年）、病気のため2年で中退する。1952年（昭和27年）に結婚する。
幼いころからの読書好きで、主婦業のかたわらミステリー小説を濫読していたが、高校生の娘が交換留学で1年間オーストラリアへ行くことになり、突如執筆意欲が湧いて物語を書き始め、1970年（昭和45年）、「川人」で学研児童文学賞を受賞する。
1972年（昭和47年）、『海と十字架』で児童文学作家としてデビューする。また江戸川乱歩賞に作品を応募し最終選考に残るが落選したものの、そのときの選考委員の一人の南條範夫が「普通の小説が書けそうだから」と『小説現代』の編集長に皆川を推薦し、編集長から小説現代新人賞に応募するように言われる。最初の応募作は最終候補どまりだったが、1973年（昭和48年）、「アルカディアの夏」で小説現代新人賞を受賞する。受賞後第一作として発表した「トマト・ゲーム」が1973年の直木賞候補となり、1976年（昭和51年）に書き下ろし歴史長編『夏至祭の果て』も直木賞候補となった。
1985年（昭和60年）、『壁・旅芝居殺人事件』で第38回日本推理作家協会賞を受賞、1986年（昭和61年）、『恋紅』で第95回直木賞を受賞する。1990年（平成2年）、短編集『薔薇忌』で柴田錬三郎賞を受賞、1998年（平成10年）には『死の泉』で吉川英治文学賞を受賞する。
2012年（平成24年）、『開かせていただき光栄です』で第12回本格ミステリ大賞を受賞、2013年（平成25年）、第16回日本ミステリー文学大賞を受賞する。
2015年（平成27年）には文化功労者に選出される。2022年（令和4年）には第63回毎日芸術賞を受賞した。2024年（令和6年）、『風配図 WIND ROSE』で第34回紫式部文学賞を受賞した。2025年（令和7年）4月、春の叙勲で旭日中綬章を受章した。

## 人物
父は正心調息法の創始者の医師で、心霊研究者でもあった塩谷信男。父の影響で幼少期に霊媒をさせられたこともあるという。弟に北里大学医学部名誉教授の塩谷信幸、伝奇・SF作家の塩谷隆志、 再従弟に脚本家・演出家の福田陽一郎がいる。木崎さと子は従妹（母の兄の次女）で、少女時代に文学教育をほどこした。

## 作風
『海と十字架』で児童文学作家としてデビューした後、推理小説・サスペンスに転向。当初は男女の奇縁を現代的な道具立てを用いてサスペンスフルに描く作風だったが、『光の廃墟』で浪漫的な異国譚、『花の旅 夜の旅』でトリッキーな本格ミステリに挑むなど、後年の作品に続く志向もみせている。
80年代は幻想文学にも創作をひろげているが、編集者にノベルスブームへの迎合を依頼されて、一般的な「ミステリー」の創作をおこなうこともあった。
新本格ミステリのムーヴメント以降再評価が始まり、千街晶之・東雅夫・日下三蔵の三名によってアンソロジーが編まれたり、文庫での再版も行われている。同時に新作の執筆も活発化し、80代とは思えぬペースでの発表が続いている。

## 受賞・候補歴
太字が受賞したもの
- 1970年 - 「川人」で第2回学研児童文学賞（フィクション部門）受賞[7]。
- 1972年 - 「ジャン・シーズの冒険」で第18回江戸川乱歩賞候補[14]。
- 1972年 - 「地獄のオルフェ」で第19回小説現代新人賞候補[15]。
- 1973年 - 「アルカディアの夏」で第20回小説現代新人賞受賞[15]。
- 1973年 - 「トマト・ゲーム」で第70回直木三十五賞候補。
- 1976年 - 『夏至祭の果て』で第76回直木三十五賞候補。
- 1979年 - 『冬の雅歌』で第7回泉鏡花文学賞候補。
- 1980年 - 「蛙」で第33回日本推理作家協会賞（短編部門）候補[16]。
- 1985年 - 『壁・旅芝居殺人事件』で第38回日本推理作家協会賞（長編部門）受賞[17]。
- 1985年 - 「ガラスの柩」で第38回日本推理作家協会賞（短編および連作短編集部門）候補[18]。
- 1986年 - 『恋紅』で第95回直木三十五賞受賞。
- 1990年 - 『薔薇忌』で第3回柴田錬三郎賞受賞。
- 1998年 - 『死の泉』で第32回吉川英治文学賞受賞。
- 2012年 - 『開かせていただき光栄です』で第12回本格ミステリ大賞受賞[19]。
- 2012年 - 第16回日本ミステリー文学大賞受賞。
- 2013年 - 『倒立する塔の殺人』で第6回大学読書人大賞候補。
- 2015年 - 文化功労者に選出[20]。
- 2022年 - 第63回毎日芸術賞受賞。
- 2024年 - 『風配図：WIND ROSE』で第34回紫式部文学賞受賞[21]。
- 2025年 - 旭日中綬章受章[22]。

## 作品リスト

### 著書
1970年代
- 『海と十字架』（1972、偕成社）のち文庫
- 『トマト・ゲーム』（1974、講談社）のち講談社文庫
- 『ライダーは闇に消えた』（1975、講談社）
- 『水底の祭り』（1976、文藝春秋）のち文春文庫
- 『夏至祭の果て』（1976、講談社）
- 『祝婚歌』（1977、立風書房）
- 『薔薇の血を流して』（1977、講談社）のち徳間文庫、講談社文庫
- 『光の廃墟』（1978、文藝春秋）のち文春文庫
- 『花の旅夜の旅』（1979、講談社）「奪われた死の物語」文庫、原題で扶桑社文庫
- 『冬の雅歌』（1978、徳間書店）

1980年代
- 『彼方の微笑』（1980、集英社） のち創元推理文庫
- 『虹の悲劇』（1982、徳間書店） のち文庫
- 『炎のように鳥のように』（1982、偕成社） のち文庫
- 『霧の悲劇』（1982、トクマ・ノベルズ） のち文庫
- 『巫女の棲む家』（1983、中央公論社）のち中公文庫
- 『知床岬殺人事件 流氷ロケ殺人行』（1984、講談社ノベルス） のち講談社文庫
- 『相馬野馬追い殺人事件』（1984、トクマ・ノベルズ） のち講談社文庫ISBN 978-4195690840
- 『壁 旅芝居殺人事件』（1984、白水社） のち文春文庫、双葉文庫
- 『愛と髑髏と』（1985、光風社出版） のち集英社文庫
- 『光源氏殺人事件 古典に隠された暗号文』（1985、講談社ノベルス） のち講談社文庫
- 『忠臣蔵殺人事件』（1986、トクマ・ノベルズ） のち講談社文庫
- 『恋紅』（1986、新潮社）のち新潮文庫
- 『世阿弥殺人事件』（1986、トクマ・ノベルズ） のち文庫
- 『妖かし蔵殺人事件』（1986、中央公論社） のち中公文庫
- 『会津恋い鷹』（1986、講談社）のち講談社文庫
- 『殺意の軽井沢・冬』（1987、祥伝社ノン・ポシェット）
- 『花闇』（1987、中央公論社）のち集英社文庫
- 『変相能楽集』（1988、中央公論社）
- 『北の椿は死を歌う』（1988、光文社カッパノベルス）「闇椿」光文社文庫
- 『聖女の島』（1988、講談社ノベルス）のち講談社文庫
- 『二人阿国』（1988、新潮社）
- 『みだら英泉』（1989、新潮社）のち新潮文庫
- 『顔師・連太郎と五つの謎』（1989、中央公論社）
- 『秘め絵灯篭』（1989、読売新聞社）

1990年代
- 『薔薇忌』（1990、実業之日本社）のち集英社文庫
- 『散りしきる花 恋紅第二部』新潮文庫、1990
- 『朱鱗の家 絵双紙妖綺譚』岡田嘉夫絵 （角川書店 1991）のち角川ホラー文庫『うろこの家』
- 『乱世玉響 ― 蓮如と女たち』（1991、読売新聞社）のち講談社文庫
- 『たまご猫』（1991、中央公論社）のちハヤカワ文庫
- 『幻夏祭』（1991、読売新聞社）
- 『鶴屋南北冥府巡』（1991、新潮社）
- 『化蝶記』（1992、読売新聞社）
- 『妖櫻記』（1993、文藝春秋）のち文春文庫
- 『骨笛』（1993、集英社）のち文庫
- 『滝夜叉』（1993、毎日新聞社）のち文春文庫
- 『妖笛』（1993、読売新聞社）
- 『悦楽園』（1994、出版芸術社）
- 『あの紫は ― わらべ唄幻想』（1994、実業之日本社）、e-Novelsから「花折りに」の章を除いた状態で電子書籍化
- 『巫子 自選少女ホラー集』（1994、学習研究社） のち学研M文庫
- 『写楽』（1995、角川書店）のち角川文庫
- 『みだれ絵双紙金瓶梅』（1995、講談社）
- 『戦国幻野 ― 新・今川記』（1995、講談社）のち講談社文庫
- 『雪女郎』（1996、読売新聞社）
- 『花櫓』（1996、毎日新聞社）のち講談社文庫
- 『笑い姫』（1997、朝日新聞社）のち文春文庫
- 『妖恋 男と女の不可思議な七章』（1997、PHP研究所）
- 『死の泉』（1997、早川書房）のちハヤカワ文庫
- 『ゆめこ縮緬』（1998、集英社）のち集英社文庫
- 『朱紋様（あけもよう）』（1998、朝日新聞社）
- 『結ぶ』（1998、文藝春秋）のち創元推理文庫
- 『鳥少年』（1999、徳間書店）のち創元推理文庫

2000年代
- 『ジャムの真昼』集英社、2000
- 『摂 ― 美術、舞台そして明日』（2000、毎日新聞社）朝倉摂
- 『溶ける薔薇』青谷舎、2000
- 『皆川博子作品精華 〈ミステリ－編〉 迷宮』（2001、白泉社）
- 『皆川博子作品精華 〈幻想小説編〉 幻妖』（2001、白泉社）
- 『皆川博子作品精華 〈時代小説編〉 伝奇』（2001、白泉社）
- 『冬の旅人』（2002、講談社）のち講談社文庫
- 『総統の子ら』（2003、集英社）のち集英社文庫
- 『猫舌男爵』（2004、講談社）のちハヤカワ文庫
- 『薔薇密室』（2004、講談社）のちハヤカワ文庫
- 『蝶』（2005、 文藝春秋）のち文春文庫
- 『絵小説』（2006、集英社）
- 『伯林蝋人形館』（2006、文藝春秋）のち文春文庫
- 『聖餐城』(2007、光文社）のち光文社文庫
- 『倒立する塔の殺人』（2007、理論社）のちPHP文芸文庫

2010年代
- 『少女外道』（2010、文藝春秋）のち文春文庫
- 『開かせていただき光栄です』（エドワード・ターナー三部作）（2011、早川書房）のちハヤカワ文庫
- 『マイマイとナイナイ』(2011、岩崎書店）
- 『双頭のバビロン』（2012、東京創元社）のち創元推理文庫
- 『ペガサスの挽歌』（2012、烏有書林）
- 『少年十字軍』（2013、ポプラ社）のちポプラ文庫
- 『海賊女王』（2013、光文社）のち光文社文庫
- 『皆川博子コレクション』（日下三蔵編・2013、出版芸術社）
  - 1 ライダーは闇に消えた＋未文庫化・未刊短篇ミステリ
  - 2 夏至祭の果て＋未文庫化・未刊短篇時代小説
  - 3 冬の雅歌＋未文庫化・未刊短篇サスペンス
  - 4 顔師・連太郎と五つの謎／変相能楽集＋未文庫化・未刊短篇幻想小説
  - 5 海と十字架／炎のように鳥のように
- 『影を買う店』（2013、河出書房新社）
- 『アルモニカ・ディアボリカ』（エドワード・ターナー三部作）（2013、早川書房）のちハヤカワ文庫
- 『クロコダイル路地』(2016、講談社)
- 『辺境図書館』（2017、講談社）
- 『Ｕ』（2017、文藝春秋）のち文春文庫
- 『夜のリフレーン』（2018、角川書店）
- 『夜のアポロン』（2019、早川書房）
- 『彗星図書館』（2019、講談社）

2020年代
- 『皆川博子随筆精華　書物の森を旅して』（2020、河出書房新社）編集：日下三蔵
- 『インタヴュー・ウィズ・ザ・プリズナー』（エドワード・ターナー三部作）[23]（2021、早川書房）
- 『皆川博子随筆精華2　書物の森への招待』（2021、河出書房新社）編集：日下三蔵
- 『皆川博子随筆精華Ⅲ　書物の森の思い出』（2022，河出書房新社）編集：日下三蔵
- 『天涯図書館』（2023、講談社）
- 『風配図　ＷＩＮＤ　ＲＯＳＥ』（2023、河出書房新社）

### アンソロジー
「」内が皆川博子の作品
- 『推理小説代表作選集 1985年版』（1985年5月 講談社）「ガラスの柩」
  - 【改題】『死者たちは眠らない ミステリー傑作選20』（1990年4月 講談社文庫）
- 『恐怖の変奏曲（バリエーション）』（1986年12月 光文社カッパ・ノベルス）「花刃」
- 『推理小説代表作選集 1987年版』（1987年5月 講談社）「おもいで・ララバイ」
  - 【改題】『二転・三転・大逆転 ミステリー傑作選22』（1992年4月 講談社文庫）
- 『熱砂が殺す』（1989年8月 光文社カッパ・ノベルス）「朱の檻」
  - 【改題】『冷血ホスピタル』（1995年8月 光文社文庫）
- 『謀略ゼミナール 日本ベストミステリー選集7』（1990年2月 光文社文庫）「水底の祭り」
- 『葬送カーニバル 日本ベストミステリー選集10』（1990年12月 光文社文庫）「蛙」
- 『推理小説代表作選集 1991年版』（1991年5月 講談社）「化蝶記」
  - 【改題・再編集】『明日からは、殺人者 ミステリー傑作選26』（1994年4月 講談社文庫）
- 『日本ベストミステリー「珠玉集」〈上〉』（1992年6月 光文社カッパ・ノベルス）「木蓮寺」
  - 【改題】『悪夢のマーケット』（1996年2月 光文社文庫）
- 『「傑作推理（ベスト・オブ・ベスト）」大全集〈中〉』（1995年7月 光文社カッパ・ノベルス）「水色の煙」
  - 【改題】『冥界プリズン』（1999年6月 光文社文庫）
- 『ベスト小説ランド1987-2』（1987年3月 角川書店）「春の滅び」
- 『現代の小説1988』（1988年5月 徳間書店）「ほたる式部秘抄」
- 『現代の小説1989』（1989年5月 徳間書店）「たまご猫」
- 『現代の小説1990』（1990年5月 徳間書店）「沼」
- 『現代の小説1991』（1991年5月 徳間書店）「薔薇忌」
- 『現代の小説1997』（1997年5月 徳間書店）「川」
- 『異形コレクション ラヴ・フリーク』（1991年1月 廣済堂文庫）「砂嵐」
- 『現代の小説1998』（1998年5月 徳間書店）「心臓売り」
- 『最新「珠玉推理（ベスト・オブ・ベスト）」大全〈中〉』（1998年9月 光文社カッパ・ノベルス）「結ぶ」
  - 【改題】『怪しい舞踏会 日本ベストミステリー選集29』（2002年5月 光文社文庫）
- 『誘惑 女流ミステリー傑作選』（1999年1月 徳間文庫）「漕げよマイケル」
- 『現代の小説1999』(1999年5月 徳間書店）「U Bｕ Mｅ」
- 『短篇ベストコレクション 現代の小説2000』（2000年5月 徳間書店）「琴のそら音」
- 『鍔鳴り疾風剣』（2000年11月 光風社文庫）「冰蝶」
- 『剣よ月下に舞え』（2001年5月 光風社文庫）「妖笛」
- 『ミステリー傑作選・特別編5 自選ショート・ミステリー1』（2001年7月 講談社文庫）「砂嵐」
- 『花祭りとバーミヤンの大仏 ベスト・エッセイ2003』（2003年6月 光村図書出版）「梅雨時の花」
- 『ミステリア』（2003年12月 祥伝社文庫）「想ひ出すなよ」
- 『凶鳥の黒影 中井英夫へ捧げるオマージュ』（2004年9月 河出書房新社）「影を買う店」
- 『成り行きにまかせて ベスト・エッセイ2005』（2005年6月 光村図書出版）「最新設備」
- 『短篇ベストコレクション 現代の小説2006』（2006年6月 徳間文庫）「艀」
- 『量子回廊 年刊日本SF傑作選』（2010年7月 創元SF文庫）「夕陽が沈む」
- 『怪しき我が家 家の怪談競作集』（2011年2月 MF文庫ダ・ヴィンチ）「釘屋敷」、「水屋敷」
- 『短篇ベストコレクション 現代の小説2011』（2011年6月 徳間文庫）「薊と洋燈」
- 『近藤史恵リクエスト！ ペットのアンソロジー』（2013年1月 光文社 / 2014年7月 光文社文庫）「希望」
- 『ミステリマガジン700 創刊700号記念アンソロジー 国内篇』（2014年4月 ハヤカワ・ミステリ文庫）「城館」
- 『永遠の夏 戦争小説集』（2015年1月 実業之日本社文庫）「アンティゴネ」
- 『グリムの森へ』（2015年3月 小学館文庫）「青髭」
- 『きっと、夢にみる 競作集 怪談実話系』（2015年4月 角川文庫）「メタ・ドリーム」
- 『過去の囁き 冒険の森へ 傑作小説大全16』（2015年5月 集英社）「風」
- 『日本推理作家協会賞受賞作家傑作短編集1 金沢にて』（2015年6月 双葉文庫）「春怨」
- 『絶対名作！ 十代のためのベスト・ショート・ミステリー 異界のミステリー』（2022年1月 汐文社）「化鳥」

## 映像化作品

### 映画
- ピーターソンの鳥（1976年1月27日公開、監督：東由多加、主演：秋田明大）
- 写楽（1995年2月4日公開、配給：松竹富士、監督：篠田正浩、主演：真田広之） - 第19回日本アカデミー賞優秀作品賞

### テレビドラマ
- （秘）タクシードライバー（1984年6月30日、TBS系「ザ・サスペンス」、主演：佐藤B作）
- 赤い靴殺人事件（1988年2月23日、日本テレビ系「火曜サスペンス劇場」、主演：丘みつ子）
- 牡丹燦乱（1989年10月23日、テレビ東京系「月曜・女のサスペンス 女流作家シリーズ」、主演：藤岡琢也）
- ほたる式部秘抄（1989年11月6日、・関西テレビ・フジテレビ系「京都サスペンス」、主演：五十嵐めぐみ）
- 北の椿は死を歌う（1989年12月9日、テレビ朝日系「土曜ワイド劇場」、主演：神田正輝）
- 瞼の母殺人事件（1989年12月11日、テレビ東京系「月曜・女のサスペンス 女流作家シリーズ」、主演：萬田久子、原作：花刃）

## 解説
角川書店
- 「金環食の影飾り」赤江瀑(1986/04)
- 「この闇と光」服部まゆみ(2014/11/21)
- 「夜に啼く鳥は」千早茜(2019/5)

文藝春秋
- 「風の果て　下巻」藤沢周平(1988/01)
- 「秘密」東野圭吾(2001/05)
- 「逃げ水半次無用帖」久世光彦(2002/02)
- 「高峰秀子の捨てられない荷物」斎藤明美（2003/03）

中央公論新社
- 「安徳天皇漂海記」宇月原晴明 (2009/01)

集英社
- 「蘆屋家の崩壊」津原泰水(2002/3)
- 「ひぐらし荘の女主人―短篇セレクション 官能篇」小池真理子(2002/05)
- 「太陽の庭」宮木あや子(2009/11/26)

講談社
- 「時計館の殺人」綾辻行人（1995/6)
- 「成吉思汗の後宮(ゼナーナ・ジンギスカン)」小栗虫太郎(1995/12)
- 「魔界転生 山田風太郎忍法帖(7)」山田風太郎(1999/4/15)
- 「三月は深き紅の淵を」恩田陸 (2001/7/13)
- 「百鬼夜行 陰」京極夏彦(2004/9/14)
- 『江戸川乱歩推理文庫』18「緑衣の鬼」(1989/04/10)
- 『江戸川乱歩全集』第23巻「少年探偵団」(1979/04)

光文社
- 「灯篭爛死行―赤江瀑短編傑作選 恐怖編」赤江瀑(2007/03)

新潮社
- 「霜の朝」藤沢周平(1987/2/27)
- 「柩の中の猫」小池真理子(1996/6/28)

祥伝社
- 「おぅねぇすてぃ」宇江佐真理(2004/04)

東京創元社
- 中井英夫全集2「黒鳥譚」(1998)
- 「六の宮の姫君」北村薫(1999/6/25)
- 大坪砂男全集2「天狗」(2013/3/22)

白泉社文庫
- 「水の片鱗―マクグラン画廊」坂田靖子(1999/9)

ハヤカワ文庫―クリスティー文庫
- 「アガサ・クリスティー自伝〈下〉」アガサ・クリスティー(2004/10)

本の雑誌社
- 「幽霊通信　都筑道夫少年小説コレクション (1)」都筑道夫(2005/8/12)

徳間書店
- 「カケスはカケスの森」竹本健治(1993/12)

龜鳴屋
- 「稚兒殺し」倉田啓明（倉田潔）(2003/8/30)

河出書房新社
- 「DELTA OF VENUS」佳嶋(2008/4)

アスペクト
- 「アストラル・ドール―吉田良少女人形写真集」吉田良(2001/9)